# Sangalopsis angulimacula
Sangalopsis angulimacula là một loài bướm đêm trong họ Geometridae.